# Jaromír Klepáč
Jaromír Klepáč (* 20. dubna 1961 Třinec) je český klavírista.

## Studia
Studoval v Ostravě u Žofie Fierlové a potom jeho studia pokračovala na pražské HAMU ve třídě Pavla Štěpána.

## Úspěchy v soutěžích
V šestnácti letech zvítězil v Chopinově soutěži v Mariánských Lázních. Stal se též vítězem Interpretační soutěže Ministerstva kultury a Mezinárodní soutěže pro klavírní dua Je laureátem Beethovenovy a Smetanovy klavírní soutěže. Získal druhou cenu v soutěži Bohuslava Martinů v Paříži, je laureátem Beethovenovy a Smetanovy klavírní soutěže.

## Koncerty a nahrávky
Natočil již více než 35 CD. Jako sólista či vyhledávaný komorní partner vystupuje opakovaně v předních hudebních centrech Evropy a zámoří (USA, Kanada, Asie, Afrika). V Praze patří ke stálicím hudebního života. V posledních sezonách zazářil v Čajkovského Koncertu b moll se Symfonickým orchestrem Českého rozhlasu nebo v Lisztově Koncertu Es dur. Provedl také několikrát Schumannův Koncert a moll s Philharmonie Südwestfalen s dirigentem Harrisem Russelem. Klavírní recitály provedl v letech 2007–2009 ve Dvořákově síni v Praze, Reykjaviku, Sofii,Bruselu, Haagu, Drážďanech, Frankfurtu n. M., Varšavě aj. V České republice účinkoval na festivalech Pražské jaro (2008,2009), Pardubické hudební jaro, Dvořákův hudební festival atd.

## Pedagog
Působil na Hochschule Dresden. V současné době vyučuje na Mezinárodní konzervatoři v Praze, Sommerakademie v Salcburku (Mozarteum), na Francouzsko-české akademii v Telči, na University of Alberta in Canada a na Akademii v Reykjaviku.